# Haillainville
Haillainville [ajɛ̃vil]  est une commune française située dans le département des Vosges en région Grand Est.

## Géographie
Le village a la particularité de s'étendre de part et d'autre d'une ligne de partage des eaux entre les bassins versants de la Meurthe et de la Moselle. Cette limite passe  un peu au delà du carrefour de la route d'Essey, côté Clézentaine.

### Géologie et relief
Selon la carte IGN, le bâtiment de la mairie se situe à 320 mètres d'altitude. Le point le plus élevé du territoire est à 375 mètres, à la limite du territoire d'Ortoncourt. Curiosité : le parc éolien du Haut de Lorraine situé à cet endroit peut être aperçu par temps clair depuis le Rambettant, le coteau qui surplombe l'Est de Dombasle-sur-meurthe et de Varangéville.
Le point le plus bas est à 295 mètres dans la forêt en limite des territoires de Clézentaine et de Giriviller. Cependant l'autre point bas en limite de Damas-aux-Bois est à peine plus élevé.
La commune comprend un écart rural appelé ferme de la Fontaine, au Sud-Est du village (voir la section histoire). Au cours de l'histoire, on l'a parfois appelé cense de la Fontaine ce qui localement s'est abrégé en ferme de la cense et a pu entraîner des confusions.

### Localisation

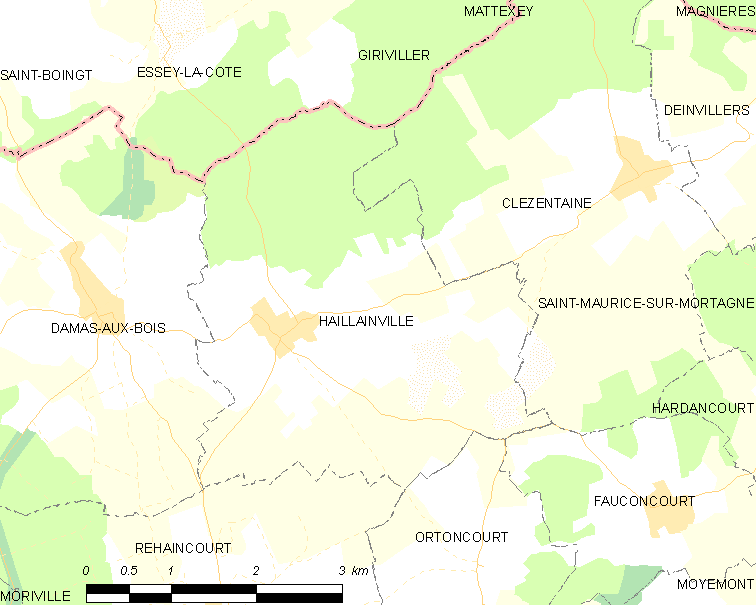
Situation géographique de Haillainville.

| Essey-la-Côte Meurthe-et-Moselle |               | Giriviller Meurthe-et-Moselle |
| Damas-aux-Bois                   | Haillainville | Clézentaine                   |
| Rehaincourt                      | Ortoncourt    | Fauconcourt                   |

### Hydrographie et les eaux souterraines
Hydrogéologie et climatologie : Système d’information pour la gestion des eaux souterraines du bassin Rhin-Meuse :
Territoire communal : Occupation du sol (Corinne Land Cover); Cours d'eau (BD Carthage),
Géologie : Carte géologique; Coupes géologiques et techniques,
 Hydrogéologie : Masses d'eau souterraine; BD Lisa; Cartes piézométriques.
La commune est située dans le bassin versant du Rhin au sein du bassin Rhin-Meuse. Elle est drainée par le ruisseau de Paleboeuf et le ruisseau du Menil,.

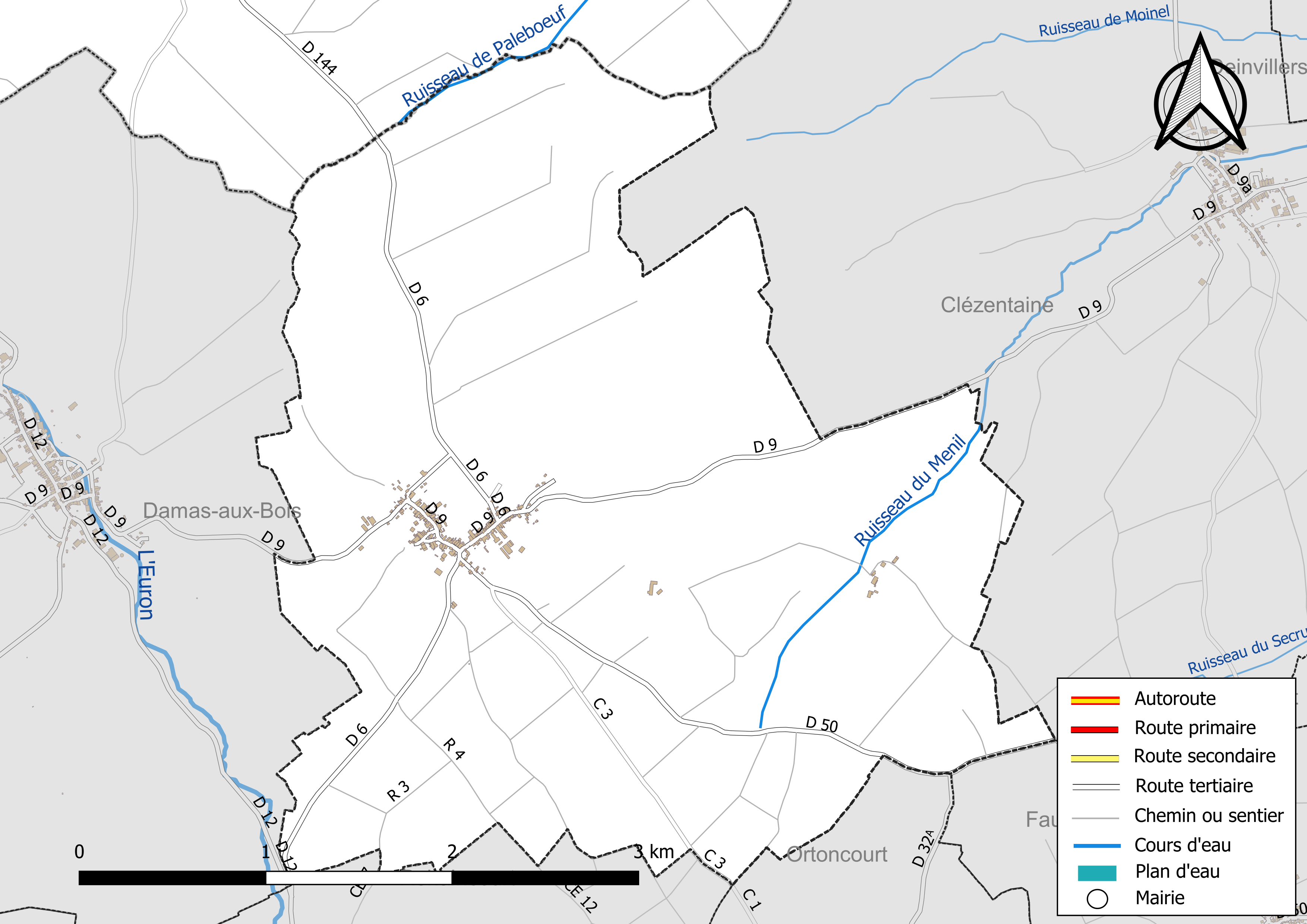
Réseaux hydrographique et routier d'Haillainville.

La qualité des eaux de baignade et des cours d’eau peut être consultée sur un site dédié géré par les agences de l’eau et l’Agence française pour la biodiversité.

### Climat
Pour des articles plus généraux, voir Climat du Grand Est et Climat des Vosges.
En 2010, le climat de la commune est de type climat de montagne, selon une étude du Centre national de la recherche scientifique s'appuyant sur une série de données couvrant la période 1971-2000. En 2020, Météo-France publie une typologie des climats de la France métropolitaine dans laquelle la commune est exposée à un climat semi-continental et est dans la région climatique  Lorraine, plateau de Langres, Morvan, caractérisée par un hiver rude (1,5 °C), des vents modérés et des brouillards fréquents en automne et hiver. 
Pour la période 1971-2000, la température annuelle moyenne est de 9,3 °C, avec une amplitude thermique annuelle de 16,8 °C. Le cumul annuel moyen de précipitations est de 860 mm, avec 11,7 jours de précipitations en janvier et 9,6 jours en juillet. Pour la période 1991-2020, la température moyenne annuelle observée sur la station météorologique de Météo-France la plus proche, « Roville », sur la commune de Roville-aux-Chênes à 9 km à vol d'oiseau, est de 10,3 °C et le cumul annuel moyen de précipitations est de 833,3 mm. 
La température maximale relevée sur cette station est de 40 °C, atteinte le 25 juillet 2019 ; la température minimale est de −24,5 °C, atteinte le 2 janvier 1971,,. 
Les paramètres climatiques de la commune ont été estimés pour le milieu du siècle (2041-2070) selon différents scénarios d'émission de gaz à effet de serre à partir des nouvelles projections climatiques de référence DRIAS-2020. Ils sont consultables sur un site dédié publié par Météo-France en novembre 2022.

## Urbanisme

### Typologie
Au 1er janvier 2024, Haillainville est catégorisée commune rurale à habitat dispersé, selon la nouvelle grille communale de densité à sept niveaux définie par l'Insee en 2022.
Elle est située hors unité urbaine et hors attraction des villes,.

### Occupation des sols
L'occupation des sols de la commune, telle qu'elle ressort de la base de données européenne d’occupation biophysique des sols Corine Land Cover (CLC), est marquée par l'importance des territoires agricoles (70,3 % en 2018), en diminution par rapport à 1990 (72,5 %). La répartition détaillée en 2018 est la suivante : 
terres arables (33,3 %), prairies (32,7 %), forêts (27,1 %), zones agricoles hétérogènes (4,3 %), zones urbanisées (2,7 %). L'évolution de l’occupation des sols de la commune et de ses infrastructures peut être observée sur les différentes représentations cartographiques du territoire : la carte de Cassini (XVIIIe siècle), la carte d'état-major (1820-1866) et les cartes ou photos aériennes de l'IGN pour la période actuelle (1950 à aujourd'hui).

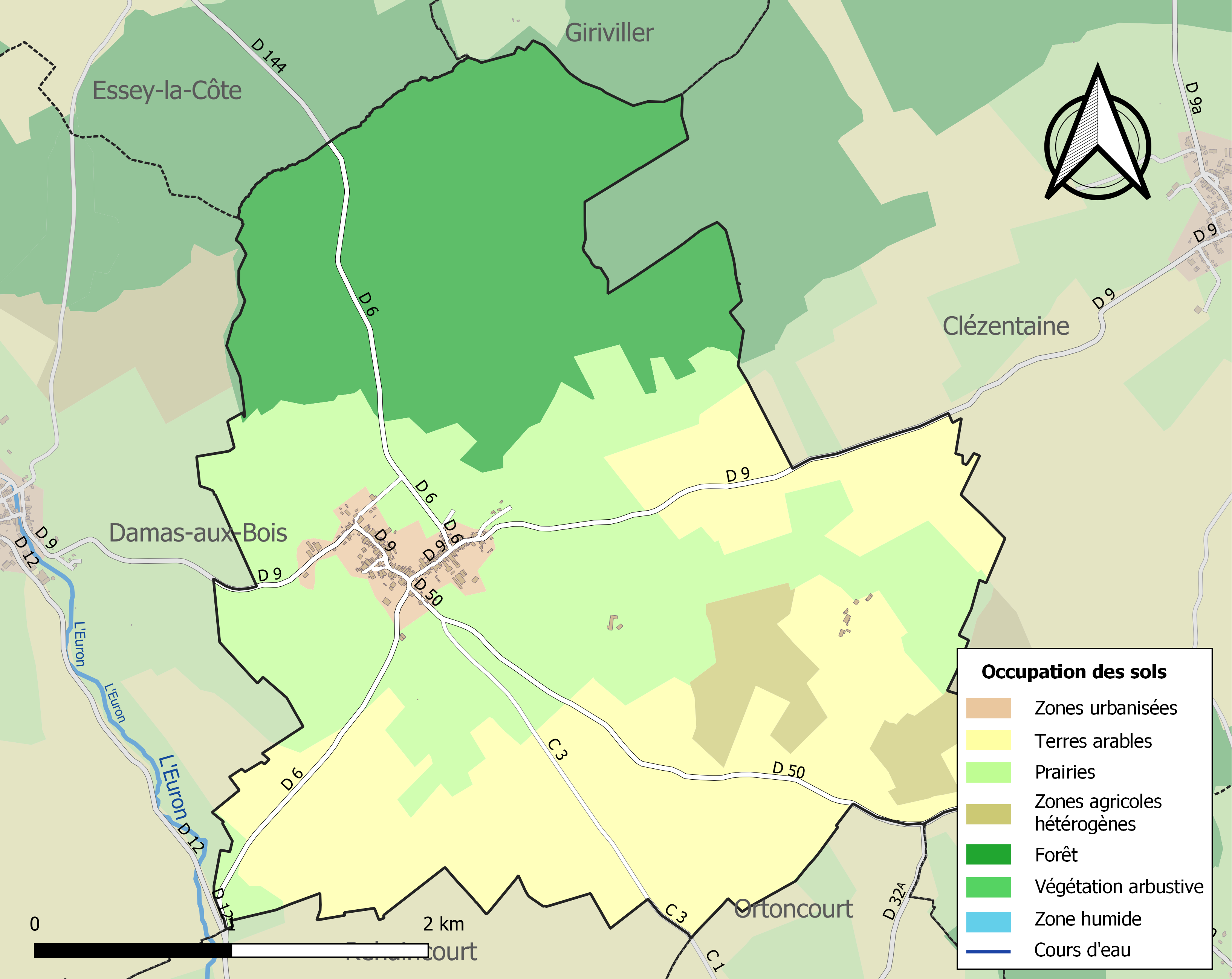
Carte des infrastructures et de l'occupation des sols de la commune en 2018 (CLC).

## Toponymie
Le dictionnaire topographique du département des Vosges indique les formes suivantes relevées dans diverses documents historiques sans préciser lesquels : Hablainvilla, Haillanville, Haillenville, Haillieville, Halainvilla, Halenville, Halleville, Hayllenville, Heillenville, Huillenvilla. Les annales de la Société d'émulation des Vosges complète cette liste avec Haillainvilla, Halainvilla (1402), Hailleville (1475), Halainville (1532), Halanville-au-Haut-Clocher (1557) et Halenvelle.
Ernest Nègre donne Hullini Villae au XIe siècle; Huillen Villam et Hayllenvilla au XIIe. Pour lui, le toponyme se serait formé sur le nom de personne germanique Hugolinus.
Dans la deuxième moitié du XXe siècle, on entendait parfois prononcer « Halli-inville ».

## Histoire
Il existait, entre Haillainville et Fauconcourt, un tumulus datant de l'époque intermédiaire entre l'âge du bronze et le halstatt. Il fut fouillé un peu avant 1938.
Un titre de 1159 émanant de l'empereur Frédéric Barberousse confirme la possession de « la Fontaine » par l'abbaye de Beaupré. La Fontaine est un écart rural sur le territoire communal.
À compter de l'année 1500, les habitants sont astreints à une corvée de guet à la forteresse de Châtel.
Il aurait existé une verrerie en contrebas de l'église et qui aurait été détruite lors de l'invasion suédoise. Au XIXe siècle, on voyait encore des scories vitrifiés ainsi que divers minéraux carbonisés, ce qui tend à conforter l'hypothèse de la présence de cette industrie.
Pendant la guerre de trente ans, les Suédois massacrèrent une bonne partie de la population du village ainsi que la totalité des habitants de la « cense des convers » tués dans un petit bois voisin de cette ferme. Cela a donné naissance au lieu-dit « Martymont », le mont des martyrs. La peste ayant encore accentué les pertes humaines, le secteur était fortement dépeuplé. La France qui occupait la Lorraine repeupla la contrée en y faisant venir des Bourguignons mais la cohabitation fut difficile. Les nouveaux venus étaient injuriés avec l'expression patoise « têtes de bouh'gnons ».
En 1704, un ouragan renversa la flèche du clocher qui était la plus haute du secteur, raison pour laquelle on appelait le village « Haillainville-au-haut-Clocher ». Cette tour fut remplacée par un édifice de taille plus modeste.
À la veille de la Révolution, Haillainville appartenait au bailliage de Chastel-sur-Moselle (Châtel-sur-Moselle).
En 1789, la justice de la communauté d'Haillainville dépendait du tribunal de Châtel-sur-Moselle. À cette époque, Le seigneur de Châtel se nommait Cosserat de Bouverois. Il avait été anobli par le roi Stanislas et sa famille était originaire d'Haillainville.
En janvier 1792, le Conseil Général de la commune élit trois « bangards » (gardes champêtres).
Le 21 juin 1839 un orage de grêle provoque d'importants dégâts dans la commune. Le préjudice total est estimé à 57 850 francs de l'époque.
Le 22 juin 1861, un ouragan emporte le toit de l'église ainsi que ceux d'autres maisons. En 1863, sur proposition du préfet des Vosges, le ministre de l'instruction publique et des cultes accorde une subvention de 1 500 francs à la commune pour réparer l'église.
En 1881 Lucien Adam publie son dictionnaire des patois lorrains. Le document est une synthèse des contributions volontaires d'érudits lorrains. Parmi eux, Monsieur Thomas instituteur à Saint-Maurice-sur-Mortagne en 1877, est mentionné pour ses apports concernant la langue ancienne parlée à Haillainville. Son manuscrit est déposé à la bibliothèque municipale de Nancy.
Le 11 août 1935 est publié l'appel d'offres pour la réalisation des travaux d'adduction d'eau potable ; cette date est relativement précoce pour une petite commune. Par comparaison, le village voisin de Damas-aux-Bois n'aura la sienne qu'en 1958.

## Politique et administration

### Liste des maires
| Période                                  | Période                   | Identité         | Étiquette | Qualité                                                                                |
| ---------------------------------------- | ------------------------- | ---------------- | --------- | -------------------------------------------------------------------------------------- |
| Les données manquantes sont à compléter. |                           |                  |           |                                                                                        |
| 1904                                     | 1908                      | Georges Chamagne |           |                                                                                        |
| 1908                                     | après 1911                | Cuny             |           |                                                                                        |
| 1913 ?                                   | après 1918                | Charles Laurent  |           |                                                                                        |
| avant 1921                               | après 1921                | C. Cosserat      |           |                                                                                        |
| 1923                                     | 1935                      | Édouard Laurent  |           | décédé en cours de mandat chevalier de la légion d'honneur officier du mérite agricole |
| 1935                                     |                           | P. Laurent       |           |                                                                                        |
|                                          |                           |                  |           |                                                                                        |
|                                          |                           | Paul Cunin       |           |                                                                                        |
|                                          |                           | Charles Laurent  |           |                                                                                        |
| mars 2001                                | mars 2008                 | Noëlle Humbert   |           |                                                                                        |
| mars 2008                                | En cours (au 24 mai 2020) | Bernard Laurent  |           |                                                                                        |

## Économie

### Entreprises et commerces

#### Agriculture
- Culture et élevage associés.
- Élevage d'autres bovins et de buffles.
- Élevage de vaches laitières.
- Élevage d'ovins et de caprins.

#### Tourisme
- Hébergements et restauration à Saint-Pierremont, Vincey, Rambervillers, Rugney, Jeanménil.

#### Commerces
- Commerces et services de proximité.

### Budget et fiscalité 2022

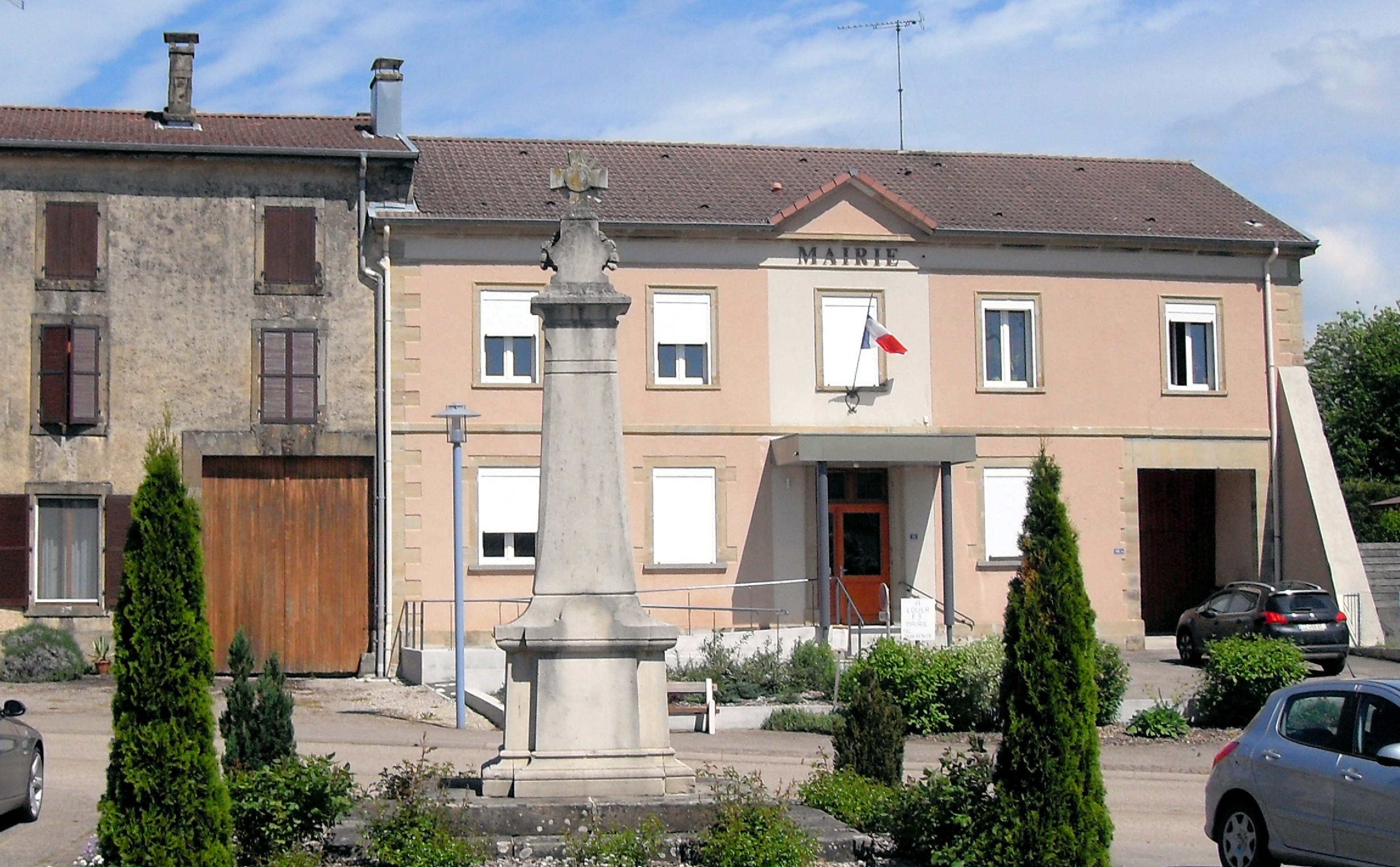
La mairie et le monument aux morts.

En 2022, le budget de la commune était constitué ainsi :
- total des produits de fonctionnement : 145 000 €, soit 813 € par habitant ;
- total des charges de fonctionnement : 122 000 €, soit 683 € par habitant ;
- total des ressources d'investissement : 92 000 €, soit 517 € par habitant ;
- total des emplois d'investissement : 25 000 €, soit 141 € par habitant ;
- endettement : 1 000 €, soit 4 € par habitant.

Avec les taux de fiscalité suivants :
- taxe d'habitation : 9,02 % ;
- taxe foncière sur les propriétés bâties : 33,87 % ;
- taxe foncière sur les propriétés non bâties : 14,19 % ;
- taxe additionnelle à la taxe foncière sur les propriétés non bâties : 0,00 % ;
- cotisation foncière des entreprises : 0,00 %.

Chiffres clés Revenus et pauvreté des ménages en 2021 : médiane en 2021 du revenu disponible, par unité de consommation : 21 810 €.

## Population et société

### Démographie

#### Évolution démographique
L'évolution du nombre d'habitants est connue à travers les recensements de la population effectués dans la commune depuis 1793. Pour les communes de moins de 10 000 habitants, une enquête de recensement portant sur toute la population est réalisée tous les cinq ans, les populations de référence des années intermédiaires étant quant à elles estimées par interpolation ou extrapolation. Pour la commune, le premier recensement exhaustif entrant dans le cadre du nouveau dispositif a été réalisé en 2005.

En 2022, la commune comptait 181 habitants, en évolution de +7,74 % par rapport à 2016 (Vosges : −2,96 %, France hors Mayotte : +2,11 %).
| 1793 | 1800 | 1806 | 1821 | 1831 | 1836 | 1841 | 1846 | 1856 |
| ---- | ---- | ---- | ---- | ---- | ---- | ---- | ---- | ---- |
| 350  | 373  | 429  | 447  | 493  | 481  | 510  | 513  | 517  |

| 1861 | 1866 | 1876 | 1881 | 1886 | 1891 | 1896 | 1901 | 1906 |
| ---- | ---- | ---- | ---- | ---- | ---- | ---- | ---- | ---- |
| 507  | 503  | 490  | 451  | 444  | 439  | 411  | 384  | 375  |

| 1911 | 1921 | 1926 | 1931 | 1936 | 1946 | 1954 | 1962 | 1968 |
| ---- | ---- | ---- | ---- | ---- | ---- | ---- | ---- | ---- |
| 372  | 319  | 320  | 297  | 294  | 272  | 270  | 246  | 226  |

| 1975 | 1982 | 1990 | 1999 | 2005 | 2006 | 2010 | 2015 | 2020 |
| ---- | ---- | ---- | ---- | ---- | ---- | ---- | ---- | ---- |
| 203  | 194  | 193  | 172  | 162  | 158  | 171  | 169  | 178  |

| 2022 | - | - | - | - | - | - | - | - |
| ---- | - | - | - | - | - | - | - | - |
| 181  | - | - | - | - | - | - | - | - |

### Enseignement
Établissements d'enseignements :
- Écoles maternelles à Fauconcourt, Rehaincourt, Romont.
- Écoles primaires à Rehaincourt,Moyemont, Saint-Maurice-sur-Mortagne, Magnières, Remenoville.
- Collèges à Châtel-sur-Moselle, Rambervillers, Charmes, Gerbéviller.
- Lycées à Roville-aux-Chêne, Thaon-les-Vosges, Lunéville.

### Santé
Professionnels et établissements de santé:
- Médecins à Rambervillers, Châtel-sur-Moselle, Magnières, Einvaux, Gerbéviller.
- Pharmacies à Portieux, Magnières, Rambervillers, Gerbéviller.
- Hôpitaux à Rambervillers, Châtel-sur-Moselle, Charmes.

### Cultes
- Culte catholique, Paroisse Bienheureux-Jean-Martin-Moyë[35], Diocèse de Saint-Dié.

## Culture locale et patrimoine

### Lieux et monuments

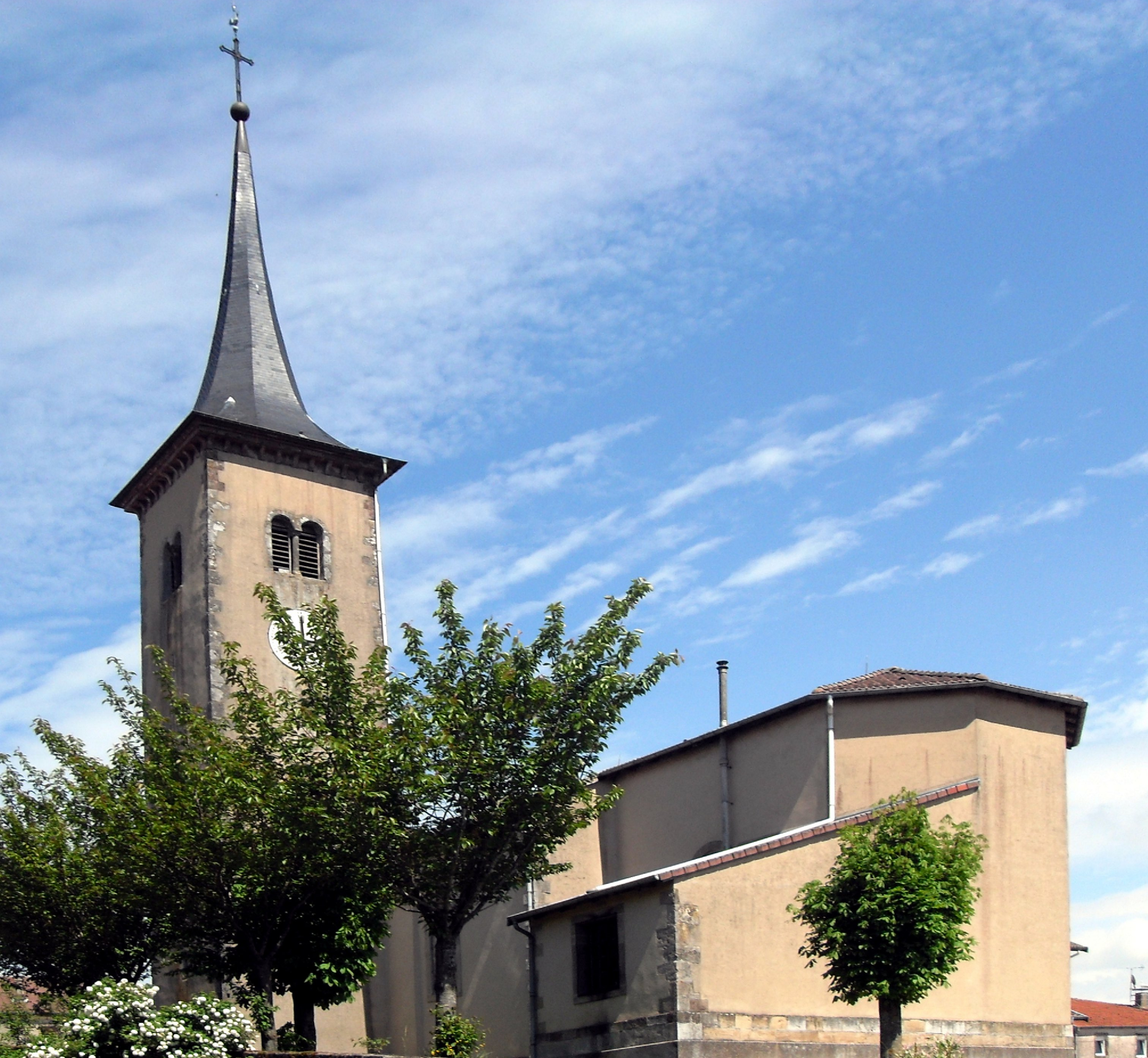
L'église Saint-Èpvre.
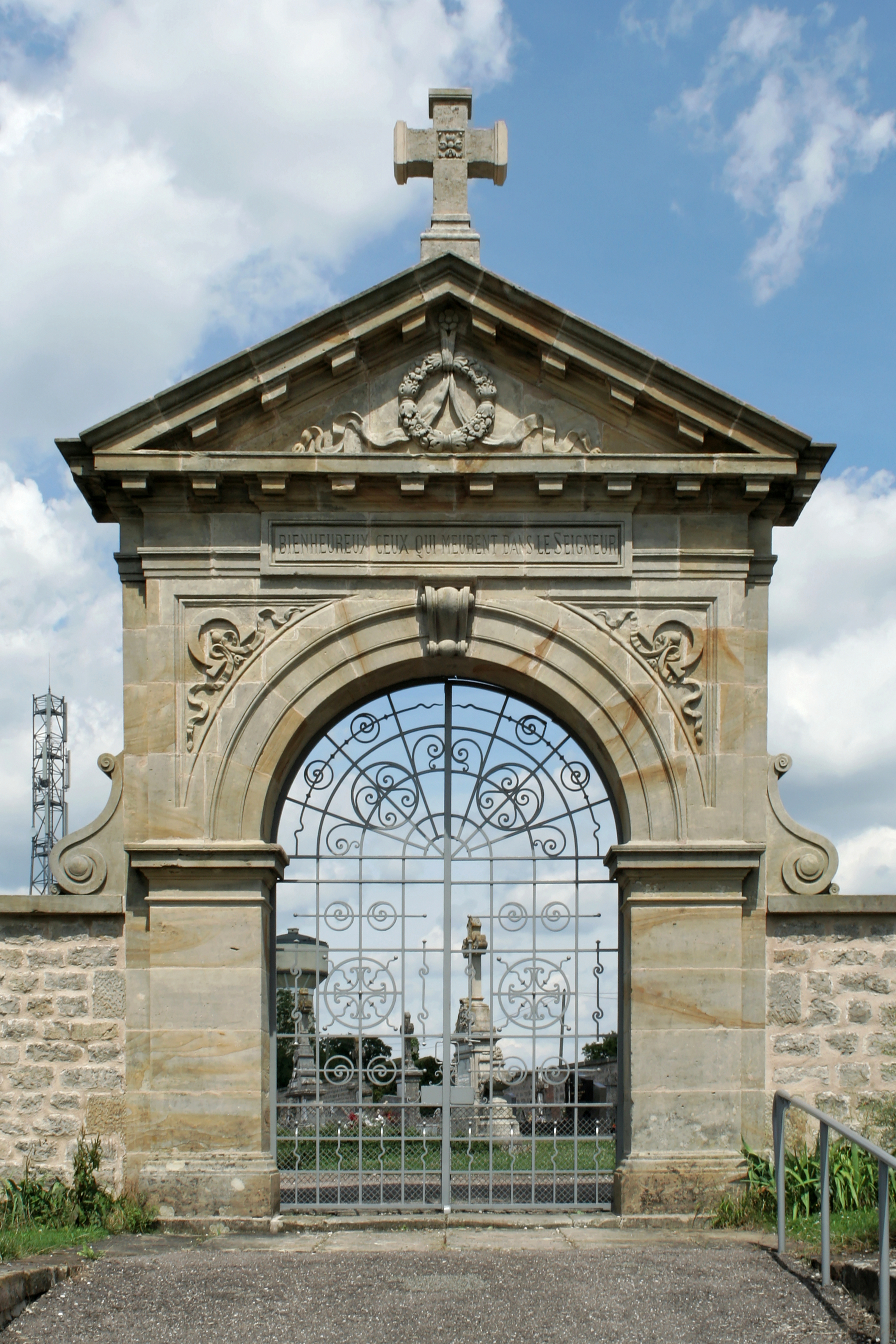
Portail du cimetière.
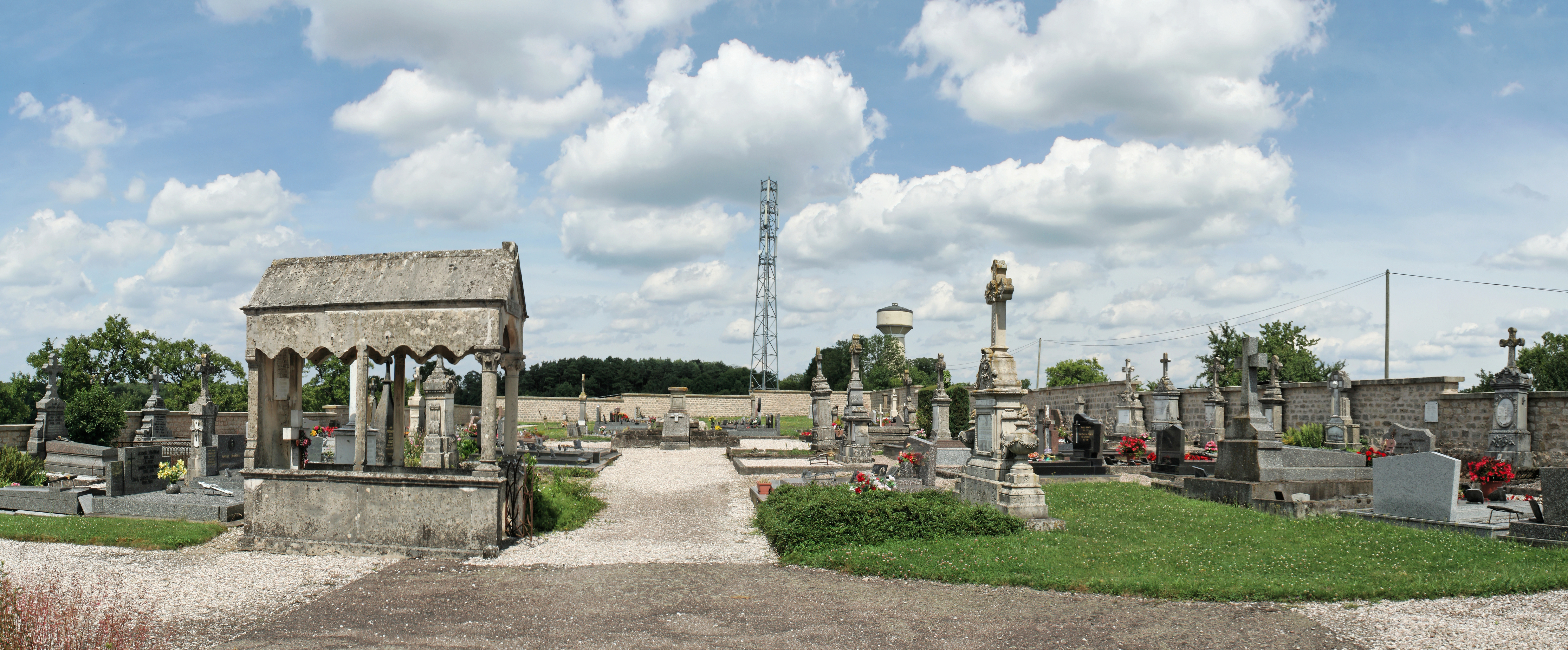
Vue générale du cimetière.

- Église Saint-Èpvre, avec son clocher roman du XVIIIe siècle et sa nef grange reconstruite en 1788.

L'orgue de l'église a été construit en 1862 par Jean-Nicolas Jeanpierre puis complété par un second clavier par Jaquot-Jeanpierre en 1872. L'orgue (buffet et partie instrumentale) est classé monument historique au titre objet depuis le 31 janvier 2001,,,.
- Chapelle dédiée à Notre-Dame de Lourdes[41].
- Monument aux morts[42] : Conflits commémorés Guerre 1914-1918 .

### Personnalités liées à la commune
- Jean-Claude Munier, ecclésiastique. Il est né à Haillainville le 5 avril 1768 et ordonné prêtre à Saint-Dié le 19 mars 1791. Compte tenu de l'agitation de l'époque, il s'est immédiatement exilé. À son retour, il est nommé curé d'Haillainville, ensuite de Villers-lès-Nancy puis de Haraucourt. Il fut ensuite directeur du séminaire de Nancy. Lors du rétablissement du siège épiscopal de Saint-Dié, il fut nommé directeur du grand séminaire. En 1827, il reçut en plus les charges de vicaire général et d'archidiacre de Saint-Dié. Il est décédé le 4 mars 1830 en laissant le souvenir d'un homme de grande lucidité ayant un sens aigu de l'exactitude et une grande connaissance de la théologie[20],[43].
- André Thiébaut né à Haillainville le 24 mai 1916 et décédé à Lépanges le 19 avril 1972. Il figure dans la liste des premiers engagés de la France libre puisqu'il rejoint ses rangs en août 1940, en Palestine. Il combat essentiellement au Moyen-Orient dans un régiment du train. Le 8 juin 1942, pour avoir réussi à rejoindre BIR HAKEIM avec son véhicule, il est cité à l'ordre de la Brigade. Il termine son service avec le grade d'adjudant[44].
- Marie Marienne, née en 1921 à Méménil (88), était sage-femme à Haillainville lorsque, le 3 septembre 1944, des maquisards ont attaqué un convoi allemand à la sortie du village. C'est elle qui prodigua les premiers soins au lieutenant-colonel allemand sévèrement blessé, ce qui valu au village d'être épargné des représailles que connut le village voisin de Rehaincourt le 6 septembre.

### Héraldique
| Blason | Blasonnement : De gueules au cheval passant d'argent; au chef d'or chargé de trois fourmis de sable posées en bande Commentaires : Le statut officiel du blason reste à déterminer. |

### Blason populaire
Les habitants étaient surnommés « les fourmis » et aussi « les herrs ». Le village était également l'objet d'un quolibet : « à Haillainville, il vaut mieux être cheval que femme de herr ». En lorrain-roman, un herr est un « monsieur », une personne financièrement aisée et qui aime à le montrer. Cela s'adressait aux prétendus « riches laboureurs ». À Haillainville, les propriétaires d'animaux de trait se livraient à une compétition pour avoir le plus bel attelage. Alors la malice populaire prétendait qu'ils avaient plus d'attentions pour leurs chevaux que pour leurs épouses.
La fourmi a ici la même symbolique que dans la fable de La Fontaine : un travailleur acharné... Et un caractère acariâtre.

## Pour approfondir